# USS Newark (C-1)
Бронепалубный крейсер «Ньюарк» (англ. Newark) — бронепалубный крейсер американского флота. Стал также первым кораблём флота, получившим буквенно-цифровую нумерацию.

## Проектирование

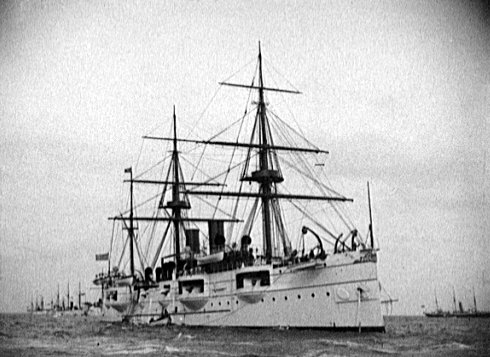
Бронепалубный крейсер «Ньюарк».

## Конструкция

### Вооружение

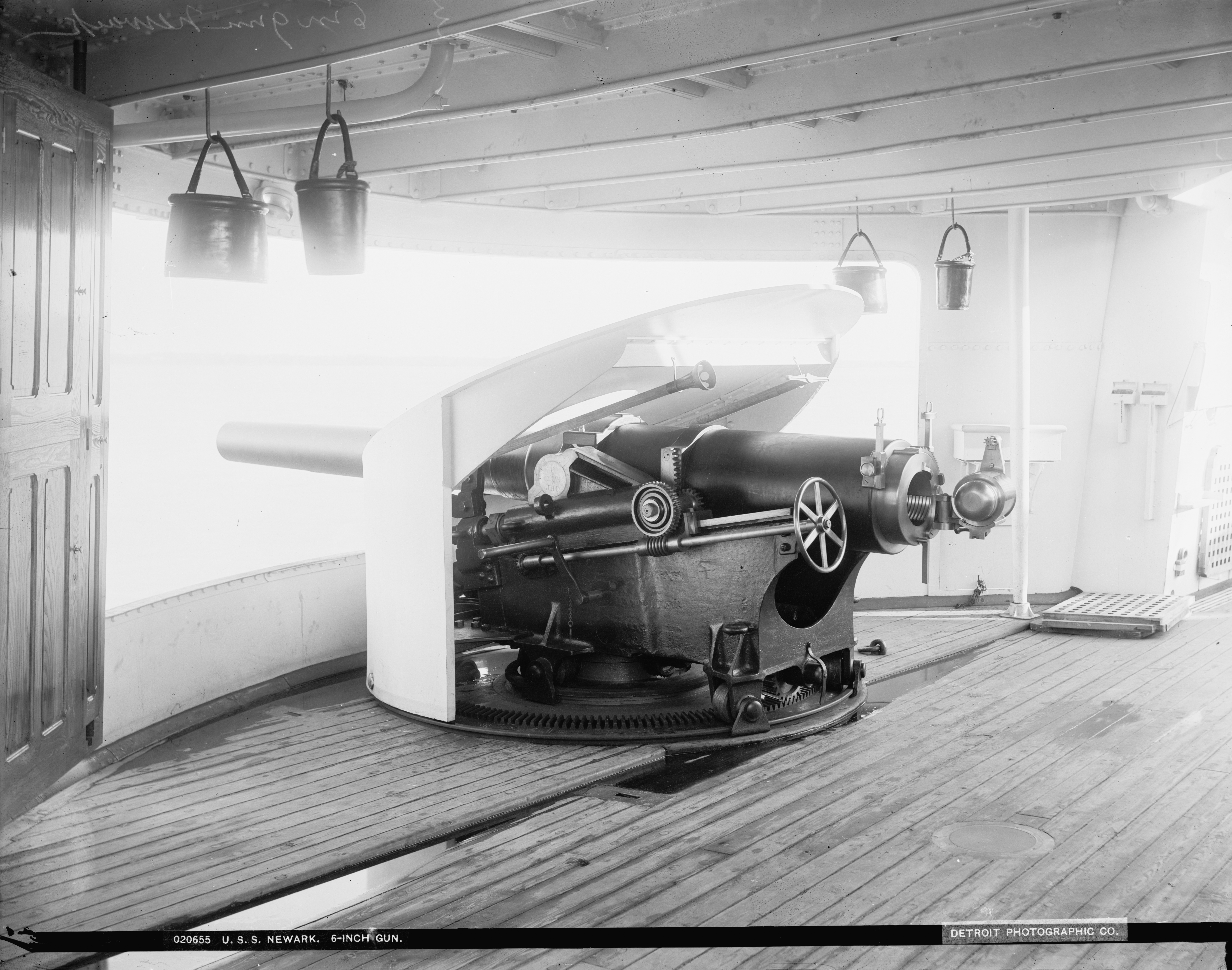
152-мм орудие Mark I на крейсере «Ньюарк».

Второй калибр был представлен 152-мм орудиями Mark I также разработанными в 1883 году и имевшими ствол длиной в 30 калибров. Масса орудия составляла 4994 кг, оно стреляло бронебойными снарядами весом 47,7 кг с начальной скоростью 594 м/с. Дальность стрельбы при угле возвышения 15,3° достигала 8230 м. Скорострельность составляла 1,5 выстрела в минуту. Все эти орудия размещались в бортовых спонсонах.
Прочая артиллерия была представлена маломощными орудиями калибров 57-мм, 47-мм и 37-мм. Последние могли выпускать до 25 снарядов в минуту.